# Chrystus u Szymona trędowatego w Betanii
Chrystus u Szymona trędowatego w Betanii – obraz olejny hiszpańskiego malarza pochodzenia greckiego Dominikosa Theotokopulosa, znanego jako El Greco.

## Geneza
Tematem obrazu jest wizyta Jezusa i jego uczniów w domu Szymona w Betanii:

A gdy Jezus był w Betanii, w domu Szymona Trędowatego, i siedział za stołem, przyszła kobieta z alabastrowym flakonikiem prawdziwego olejku narodowego, bardzo drogiego. Rozbiła flakonik i wylała Mu olejek na głowę. A niektórzy oburzyli się, mówiąc między sobą: «Po co to marnowanie olejku? Wszak można było olejek ten sprzedać drożej niż za trzysta denarów i rozdać ubogim». I przeciw niej szemrali. Lecz Jezus rzekł: „Zostawcie ją; czemu sprawiacie jej przykrość? Dobry uczynek spełniła względem Mnie. Bo ubogich zawsze macie u siebie i kiedy zechcecie, możecie im dobrze czynić; lecz Mnie nie zawsze macie. Ona uczyniła, co mogła; już naprzód namaściła moje ciało na pogrzeb. Zaprawdę, powiadam wam: Gdziekolwiek po całym świecie głosić będą tę Ewangelię, będą również opowiadać na jej pamiątkę to, co uczyniła” (Mk 14, 3-9)

## Opis obrazu
Temat bardzo późno pojawił się w twórczości El Greca. W bardziej znanej wersji z chicagowskiego muzeum Art Institute of Chicago artysta stawia na prostszą dekorację. Goście Szymona zebrali się w owalnym budynku. Zasiedli wokół małego okrągłego stołu, pod łukowym sklepieniem opartym na surowych pilastrach o niewielkich gzymsach. W tle widać portal sąsiadujący ze wschodnią kopułą zakończoną wysokim minaretem.
W centralnej części obrazu znajduje się siedzący Chrystus wykonujący gest błogosławienia lub gest „człowieka wschodu” tłumaczącego ważną informację. Jego serdeczny palec jest wysunięty w charakterystyczny u El Greca sposób. Za jego plecami kobieta szykuje się do wylania na jego głowę olejku. Wokół stołu, na którym leży kilka porozrzucanych przedmiotów, w tym jeden talerz i jeden nóż, niezmiernie ściśnięci zasiadają apostołowie. Każdy z nich wyraża swoje emocje wywołane słowami Jezusa. Ich sylwetki są niewspółmiernie rozciągnięte; gdyby się wyprostowali na pewno dotknęliby wysokiego sklepienia. Ich twarze są oświetlone padającym z góry światłem o niezidentyfikowanym źródle. Największą postacią ukazaną z profilu jest Judasz siedzący na pierwszym planie w zielonej szacie. Jego postać na tle pozostałych wydaje się ogromna, ale jego podniesioną rękę El Greco namalował z odchylonym małym palcem i bardzo drobną w stosunku do postaci.

## Inne wersje
Znanych jest kilka replik tego obrazu. Na jednej z nich, znajdującej się w amerykańskich prywatnych zbiorach Oscara B. Contasa, Chrystus i apostołowie siedzą w toledańskim wnętrzu pod bogato rzeźbionym sufitem w stylu mudéjar. Wieczerza odbywa się w zamkniętym pomieszczeniu; za plecami Chrystusa i kobiety z olejkiem znajduje się pełna ściana, podwójne okna znajdują się w prawej i lewej ścianie.